# Міка Леа'алафа
Міка Леа'алафа (англ. Micah Lea'alafa, нар. 1 червня 1991, Яндіна, Центральна провінція) — футболіст Соломонових Островів, нападник клубу «Окленд Сіті». Виступав, зокрема, за клуб «Соломон Ворріорз», а також національну збірну Соломонових Островів. Дворазовий клубний чемпіон Океанії. 

## Клубна кар'єра
У дорослому футболі дебютував 2011 року виступами за команду клубу «Соломон Ворріорз», в якій провів три сезони. Брав участь у двох розіграшах Ліги чемпіонів ОФК. Протягом 2015 років захищав кольори команди клубу «Аміаль», в складі якого став переможцем чемпіонату Вануату. Потім на короткий період повернувся до «Соломон Ворріорз». Проте того ж року приєднався до складу клубу «Окленд Сіті». Станом на 22 листопада 2017 відіграв за команду з Окленда 19 матчів в національному чемпіонаті.

## Виступи за збірну
Виступав у збірній Соломонових Островів (U-23) в кваліфікаційному Олімпійському турнірі 2012 року, під час якого відзначився 3-а голами у воротах Американського Самоа.
24 березня 2016 року дебютував у складі національної збірної Соломонових Островів у переможному (2:0) поєдинку проти Папуа Нової Гвінеї. А через три дні, 27 березня, відзначився й дебютним голом за збірну Соломонових Островів, також проти Папуа Нової Гвінеї. Був учасником Кубку націй ОФК 2016.
У складі збірної був учасником кубка націй ОФК 2016 року у Папуа Новій Гвінеї.
Також виступає за збірну Соломонових Островів з міні-футболу. Разом зі збірною був учасником Чемпіонату ОФК 2013 та 2015 років.

## Статистика виступів

### Статистика виступів за збірну
| Дата      | Місто        | Господарі          | Результат | Гості              | Турнір            | Голи | Примітки |
| --------- | ------------ | ------------------ | --------- | ------------------ | ----------------- | ---- | -------- |
| 24-3-2016 | Хоніара      | Соломонові Острови | 2 – 0     | Папуа Нова Гвінея  | товариський матч  | -    |          |
| 27-3-2016 | Хоніара      | Соломонові Острови | 1 – 2     | Папуа Нова Гвінея  | товариський матч  | 1    |          |
| 28-5-2016 | Порт-Морсбі  | Вануату            | 0 – 1     | Соломонові Острови | Відбір до ЧС 2018 | -    | 70'      |
| 31-5-2016 | Порт-Морсбі  | Соломонові Острови | 0 – 1     | Фіджі              | Відбір до ЧС 2018 | -    |          |
| 4-6-2016  | Порт-Морсбі  | Нова Зеландія      | 1 – 0     | Соломонові Острови | Відбір до ЧС 2018 | -    |          |
| 8-6-2016  | Порт-Морсбі  | Папуа Нова Гвінея  | 2 – 1     | Соломонові Острови | Відбір до ЧС 2018 | -    |          |
| 25-5-2017 | Сува (Фіджі) | Фіджі              | 1 – 1     | Соломонові Острови | товариський матч  | 1    | 65'      |
| 28-5-2017 | Лаутока      | Фіджі              | 1 – 0     | Соломонові Острови | товариський матч  | -    |          |
| 9-6-2017  | Хоніара      | Соломонові Острови | 3 – 2     | Папуа Нова Гвінея  | Відбір до ЧС 2018 | 1    |          |
| 13-6-2017 | Порт-Морсбі  | Папуа Нова Гвінея  | 1 – 2     | Соломонові Острови | Відбір до ЧС 2018 | -    |          |
| 5-9-2017  | Хоніара      | Соломонові Острови | 2 – 2     | Нова Зеландія      | Відбір до ЧС 2018 | 1    | 71'      |
| Усього    |              | Матчів             | 11        |                    | Голів             | 4    |          |

## Титули і досягнення

### Командні
«Соломон Ворріорз»
- Телеком С-Ліга
  -  Чемпіон (2): 2011/12, 2013/14

- Порт-Віла Прімера Дивізіон
  -  Чемпіон (1): 2014/15

### Міжнародні
«Окленд Сіті»
- Клубний чемпіон Океанії
  -  Володар (2): 2016, 2017

### Особисті
- Найкращий гравець Ліги чемпіонів ОФК 2016